# Игуман Георгије (Станковић)
Георгије (световно Ђорђе Станковић; Зеница, 19. новембар 1986) игуман је Манастира Озерковићи.

## Биографија
Игуман Георгије Станковић (у миру Ђорђе Станковић), рођен је у Зеници (Босна и Херцеговина) 19. новембара 1986. године, од оца Вукомира и мајке Жељке рођ. Калајџић. Услијед ратних дешавања, породица оца Георгија прелази у град Зворник (БиХ), гдје и завршава основну школу.
У периоду од 2002. до 2006. године похађа Богословију Светог Петра Цетињског на Цетињу коју успјешно завршава.
Монашки постриг прима 14. септембара 2006. године, а рукоположење у чин јерођакона 15. септембара исте године. У чин јеромонаха рукоположен је 25. јула 2007. године.
Од 2006. до 2009. године студира на црквено-практичном смјеру Московске Духовне Академије РПЦ у Сергијевом Посаду (Москва). Дана 16. новембара 2010. године одликован достојанством синђела.
Године 2013. 01. децембара именован је за библиотекара Библиотнске Епархије зворничко-тузланске а 15. априла 2014. године, од стране Епископа зворничко-тузланског Хризостома, постављен за управника Архива и Библиотеке Епархије зворничко-тузланке. Постављен је за в.д. намјесника Манастир Светог Василија Острошког у Бијељини 26. априла 2014. године.
Одликован је чином игумана 24. маја 2015. године, од 2015. до 2018. године налази се на постдипломским студијама у Москви, на Институту Руске православне цркве за постдипломске студије и црквену дипломатију (Общецерковная аспирантура и докторантура им. святых равноапостольных Кирилла и Мефодия).
По благослову Митрополита дабробосанског господина Хризостома Јевића прелази у Митрополију дабробосанску 31. августа 2018. године и бива постављен за намјесника Манастира Озерковићи код Сокоца.